# Азербайджанские железные дороги
ЗАО «Азербайджанские железные дороги» (азерб. «Azәrbaycan Dәmir Yolları» QSC, ADY) — транспортный оператор на железнодорожном транспорте Азербайджана. Осуществляет деятельность по управлению движением на железных дорогах. Является государственной компанией. ЗАО «Азербайджанские железные дороги» создано 20 июля 2009 года путем реорганизации Азербайджанской государственной железной дороги.

## История

### 1878—1917
Строительство первых железных дорог на территории современного Азербайджана началось в 1870-х годах. В 1878 году было дано разрешение на строительство железной дороги протяженностью 25,2 версты, соединяющей город Баку с нефтяными промыслами. Строительство этих линий, получивших название «Нефтяное месторождение», было завершено в конце 1879 года. Официально они были введены в строй 20 января 1880 года.
22 декабря 1879 года было дано разрешение на строительство участка Баку — Тифлис, являвшегося участком Южно-Кавказской железной дороги. Эта дорога протяжённостью 515 верст была официально открыта 8 мая 1883 года. Первый пассажирский поезд, отправившийся из Тифлиса, прибыл в Баку 9 мая.
В 1883 году была введена в строй магистральная железная дорога Баку — Елизаветполь — Тифлис. Первая нефть со станции Баку-Товарная, первой грузовой станции в Азербайджане была отправлена по железной дороге в направлении Тифлиса 8 мая 1883 года. Поскольку Тифлис был связан железной дорогой с Поти, нефть в кратчайшие сроки доставлялась на побережье Чёрного моря. Однако, структура порта Поти не позволяла транспортировку больших объёмов нефти. Поэтому более удобный порт — Батум — вскоре был оснащён необходимым оборудованием для загрузки крупных партий нефти, и сюда была проложена железная дорога из Тифлиса. Железная дорога Тифлис — Гори — Кутаис — Поти — Батум стала продолжением магистральной железной дороги Баку — Елизаветполь — Тифлис, тем самым побережья Каспийского и Черного морей были соединены железной дорогой.
В 1899 году была введена в эксплуатацию железная дорога Тбилиси — Карс протяжённостью 282 версты. В том же году началось строительство железнодорожных путей от станции Александрополь (Гюмри) до Эривани протяжённостью 147 вёрст, и оттуда в Джульфу длиной 177 вёрст. В 1900 году была запущена железная дорога Баку — Дербент длиной 217 верст. Этим самым Южно-Кавказская железная дорога была объединена с Владикавказской железной дорогой и через неё присоединилась к общероссийской железнодорожной сети, создав регулярное сообщение между Закавказьем и Центральной Россией.

### 1918—1990
По решению правительства Азербайджанской Демократической Республики от 17 августа 1918 года Азербайджанские железные дороги начиная с 1 июня 1918 года считались находящимися под контролем Азербайджанской Республики. 28 мая 1918 года, когда Национальный совет Азербайджана в Тифлисе провозгласил независимость Азербайджана. Одним из первых министерств в кабинете, организованном Фатали Ханом Хойским, было министерство путей сообщения АДР. Наряду с другими ведомствами в составе министерства были созданы управление Азербайджанской железной дороги и управление охраны Азербайджанской железной дороги. Первым министром путей сообщения был назначен известный инженер-изобретатель Худадат-бек Мелик-Асланов, работавший министром путей сообщения в правительстве Закавказской республики и имевший большой опыт в области железнодорожных работ. Х. Малик-Асланов занимал пост министра автомобильных дорог в следующих четырех кабинетах правительства.
6 июля 1926 года в Азербайджанской ССР начала действовать первая электрифицированная железная дорога. Это была первая электрифицированная железная дорога в СССР. Потребность населения была настолько велика, что только в 1926—1931 годах по линии Баку — Сабунчи — Сураханы было перевезено 10 миллионов пассажиров.
В 1955 году Азербайджанская железная дорога получила статус самостоятельной железной дороги в составе Министерства автомобильных дорог СССР. За время своей деятельности Азербайджанская железнодорожная магистраль несколько раз входила в состав Закавказской железной дороги, а затем функционировала как самостоятельная железнодорожная сеть. Постановлением Совета Министров Азербайджанской ССР от 13 октября 1955 года Азербайджанская железная дорога продолжила функционировать как самостоятельная железная дорога в составе Министерства автомобильных дорог СССР.
В 1979 году построена железная дорога Агдам — Ханкенди. С открытием железной дороги Баку — Евлах — Ханкенди социально-экономическое и культурное развитие Карабаха ускорилось, а связь Карабаха с Баку ещё более окрепла.

## Современный период
В 1991 году, после восстановления независимости Азербайджана, была создана Азербайджанская государственная железная дорога.
7 октября 2005 года подписан указ «Об установлении профессионального праздника железнодорожников». Ежегодно 13 октября отмечается профессиональный праздник железнодорожников Азербайджана.
20 июля 2009 года путём реорганизации Азербайджанской государственной железной дороги при Министерстве транспорта было создано государственное ЗАО «Азербайджанские железные дороги».
30 октября 2017 года сдана в эксплуатацию железнодорожная линия Баку — Тбилиси — Карс. Эксплуатация линии Баку-Тбилиси-Карс, которая является самой короткой и надежной дорогой, соединяющей Европу с Азией, привела к увеличению логистических возможностей Азербайджана в транспортном коридоре Восток — Запад.
В сентябре 2015 года по реконструированной железнодорожной линии Баку — Сумгаит отправился первый в Азербайджане поезд «Stadler» от международной компании Stadler Rail Group. В 2019 году были введены в строй линии Баку — Сабунчи и Сабунчи — Пиршаги.
В 2018 году начались работы по строительству линии дороги «станция Лаки — Габала», официальное открытие которой состоялось в мае 2021 года. Протяжённость этой железнодорожной линии составляет 42,3 км по оси и 44,5 км с боковыми путями.
В 2019 году сданы в эксплуатацию линии Баку — Сабунчи и Сабунчи — Пиршаги. 18 марта 2020 года, с открытием участка Пиршаги — Горадил — Новханы — Сумгаит была введена в полную эксплуатацию Абшеронская кольцевая линия. Эта дорога стала одним из важнейших транспортных проектов Баку и Абшеронского полуострова.
В 2023 году Азербайджанские железные дороги получили первую партию поездов Stadler FLIRT из 10-ти заказанных в 2019 году у швейцарской компании Stadler Rail.
В компании внедрён онлайн-калькулятор тарифов.
В ноябре 2024 года запущен обновлённый корпоративный веб-сайт.

## Направления деятельности

### Пассажирские перевозки
ЗАО «Азербайджанские железные дороги» осуществляет пассажирские перевозки по Абшеронской кольцевой железнодорожной линии, а также во внутреннем и международном направлениях. Перевозки осуществляются посредством высокоскоростных пассажирских поездов на Абшеронской кольцевой железнодорожной линии в городе Баку и его пригородах и городе Сумгаите, а также внутри страны по направлениям Баку — Агстафа — Баку и Баку — Габала— Баку.
В поездах Баку — Агстафа — Баку, Баку — Габала — Баку, а также на вокзалах Баку, Сабунчу, Сумгаита, Гянджи, Габалы, на станциях и остановках Кёроглу, Бакиханов, Пиршаги, Горан, Агстаф действует скоростное подключение к интернету через Wi-fi. С 3 января 2025 года на поездах Баку — Балакен — Баку будет также внедрён бесплатный интернет.
В 2023 году запущено приложение ADY Mobile. На декабрь 2024 года оно было загружено 166 000 раз. Около 70 % пассажиров покупают билеты онлайн.
Отменено требование предоставления удостоверения личности при посадке на поезд. Вместо этого предоставляется электронная карта с портала my.gov.az через QR-код. Планируется введение системы распознавания лиц при проходах через турникеты.

### Грузовые перевозки
Внедрена платформа ADY Smart по принципу единого окна для владельцев грузов. Грузоотправители через ADY Smart могут в реальном времени отслеживать передвижение груза от регистрации до отгрузки в пункте назначения. Внедрена единая электронная накладная CIM/SMGS.

## Маршруты

### Баку - Балакен - Баку
С 3 января 2025 года маршрут возобновит деятельность после пандемии коронавриуса. На маршруте 10 станций и остановок: Баладжары — Евлах — Шеки — Гейнюк — Гах — Гораган — Алиабад — Загатала — Гоям — Балакен. Предусмотрены купе класса Standard, Standard Plus и Business. Стоимость проезда будет варьироваться от 18 до 72 манат.
Время в пути: 8 часов 20 минут из Баку в Балакен и 8 часов 40 минут из Балакена в Баку.

## Показатели

### Грузоперевозки
| Группа грузов                      | Перевезённый объём (тонн) | Доля в общем объёме грузоперевозок (%) |
| ---------------------------------- | ------------------------- | -------------------------------------- |
| Нефтепродукты                      | 6 515 993                 | 34,8                                   |
| Зерновые                           | 1 568 078                 | 8,4                                    |
| Минеральные строительные материалы | 1 488 730                 | 7,9                                    |
| Химические и минеральные удобрения | 1 347 228                 | 7,2                                    |
| Лесная продукция                   | 985 555                   | 5,3                                    |
| Черные металлы                     | 853 033                   | 4,6                                    |
| Промышленные сырье                 | 731 166                   | 3,9                                    |
| Каменный уголь                     | 415 649                   | 2,2                                    |
| Древесные материалы                | 228 788                   | 1,2                                    |

За январь-ноябрь 2024 года перевезено 16,9 млн тонн груза. В среднем в сутки было загружено 375 вагонов, разгружено 437 вагонов.

### Пассажирские перевозки
|             | 2019      | 2020      | 2021      | 2022      | 2023      |
| ----------- | --------- | --------- | --------- | --------- | --------- |
| I квартал   | 718 310   | 1 081 747 | 476 232   | 943 512   | 1 509 509 |
| II квартал  | 858 896   | 253 973   | 639 023   | 1 184 290 |           |
| III квартал | 971 424   | 334 022   | 648 078   | 1 249 692 |           |
| IV квартал  | 1 301 808 | 454 610   | 1 062 759 | 1 759 030 |           |
| Всего       | 3 850 438 | 2 124 352 | 2 826 092 | 5 136 517 |           |

За январь-ноябрь 2024 года перевезено 7 млн 672 тысяч 600 пассажиров.

## Дочерние компании
ЗАО «Азербайджанские железные дороги» имеет дочерние предприятия, работающие в различных направлениях.

### ООО "ADY Ekspress" ("АЖД Экспресс")
"АЖД Экспресс" оказывает услуги экспедиторам и владельцам крупногабаритных грузов. 

### ООО "ADY Konteyner" ("АЖД Контейнер")
ООО «АЖД Контейнер» создано с целью осуществления контейнерных перевозок.

## Границы железных дорог
- Грузинская железная дорога (Беюк-Кясик — Гардабани, одинаковая колея, постоянный ток 3 кВ, в Беюк-Кясике построена станция стыкования постоянного с грузинской стороны и переменного токов с азербайджанской стороны).
- Иранские железные дороги (Джульфа — Джульфа-Иранская, Астара — Астара-Иранская, разрыв колеи 1520/1435 мм).
- Северо-Кавказская железная дорога (Ялама — Самур, одинаковая колея, постоянный ток 3 кВ).
- Туркменские железные дороги (Алят — Туркменбашы, одинаковая колея, паромная переправа).

Все существующие пограничные переходы с Армянской железной дорогой были демонтированы во второй половине 80-х годов.

## Проекты

### Международные транспортные коридоры

#### Транспортный коридор Север — Юг
В 2000 году между Россией, Индией и Ираном было заключено соглашение о международном транспортном коридоре «Север — Юг». Азербайджан присоединился к этому проекту в 2005 году. Этот транспортный коридор является совокупностью транспортно-информационных магистралей от Индии и Омана посредством моря, затем через Иран, Каспийский регион, в Россию и в обратном направлении. По расчетам экспертов, пропускная способность МТК «Север-Юг» составит на первых порах до 10 миллионов тонн грузов в год.
Имеется несколько маршрутов следования грузов с использованием разных видов транспорта, один из них так называемая «западная ветвь»: направление Астрахань — Махачкала — Самур, далее по территории Азербайджана с выходом в Иран через пограничную станцию Астара. Или от Самура через территории Азербайджана и Армении с выходом в Иран через пограничную станцию Джульфа.

#### Транспортный коридор Восток — Запад
Срединный коридор или Транскаспийский международный транспортный маршрут (TМТM) — предназначен для увеличения грузоперевозок из Китая в Турцию, а также в страны ЕС и в обратном направлении. Управление и развитие транспортного коридора осуществляется Консорциумом, созданным странами участницами.  Участники консорциума: в Китае — Китайские Железные Дороги, в Казахстане – KTZ Экспресс, на Каспии – Каспийское морское пароходство, в Азербайджане — ADY Экспресс, в Грузии — Транскавказский терминал.
Маршрутный поезд, проходящий через этот коридор, доставляет грузы в Европу из Китая в среднем за 10-12 дней. Это одно из главных преимуществ транспортного коридора.

#### Транспортный коридор Север — Запад
Создание Северо-Западного транспортного коридора стало возможным благодаря вводу в строй в 2017 году железной дороги Баку-Тбилиси-Карс. Этот коридор рассчитан на растущий грузопоток между Турцией и Россией по железной дороге Баку-Тбилиси-Карс. В частности, Северо-Западный транспортный коридор создает условия для транспортировки российского угля и зерна в Турцию по железной дороге Баку-Тбилиси-Карс.

#### Транспортный коридор Юг — Запад
Создание коридора пришлось на начало 2016 года. Транспортный коридор Юг-Запад функционирует в рамках географического маршрута Индия/Персидский залив – Иран – Азербайджан – Грузия – Украина – Европа (или Турция – Европа). Коридор создан по инициативе ЗАО «Азербайджанские железные дороги» (ADY). Презентация маршрута состоялась 12 января 2016 года в Баку, в ходе мероприятия состоялись обсуждения между железнодорожными и портовыми компаниями Азербайджана, Грузии, Ирана, Украины, по результатам чего был подписан Протокол о развитии коридора. Согласно этому документу, полное название коридора «Персидский залив — иранская Астара и Каспийское море — Черное море — Европа».

#### Лазуритовый коридор
Пятистороннее соглашение между Афганистаном, Туркменистаном, Азербайджаном, Грузией и Турцией о транзитно-транспортном сотрудничестве по Лазуритовому маршруту было подписано 15 ноября 2017 года в Ашхабаде. Документ предусматривает модернизацию транспортной (автомобильной, железнодорожной и морской) инфраструктуры стран-участниц, а также упрощение процедур таможенного оформления. Соглашение способствует бесперебойному перемещению товаров по территории договаривающихся сторон, упрощает процедуры, связанные с транзитным движением, обеспечивает безопасность транспортных средств, грузов и пассажиров.